# Berengar II.

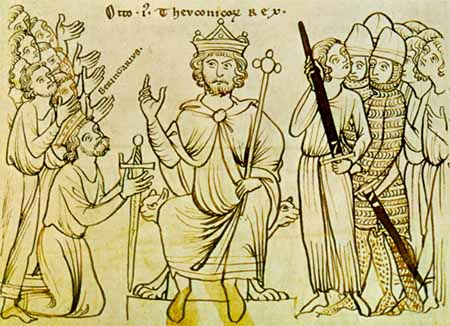
Ottos Sieg über Berengar II.: Otto I. („Thevconicor(um) REX“) empfängt als Zeichen der Unterwerfung ein Schwert vom links knienden König, der mit Beringarius bezeichnet wird. Der Gefolgsmann Ottos rechts trägt ein Schwert mit der Spitze nach oben als Zeichen der Richtgewalt. Illustration einer Handschrift der Weltchronik Ottos von Freising. Mailand, Biblioteca Ambrosiana, Cod. S. P. 48, olim F 129 Sup., um 1200

Berengar II. (* ca. 900; † 4. August 966 in Bamberg) war Markgraf von Ivrea (925–964) und König von Italien (950–961) und damit einer der Nationalkönige.

## Leben
Berengar war der Sohn des Markgrafen Adalbert I. von Ivrea und von Gisela, Tochter des Unruochingers Berengar I., und damit ein Nachkomme Karls des Großen. 925 wurde er als Nachfolger seines Vaters Markgraf von Ivrea.
Er lehnte sich gegen König Hugo I. von Italien auf, dessen Nichte Willa, die Tochter von Boso, Markgraf von Tuscien, er geheiratet hatte, musste aber 941 zum ostfränkischen König Otto I. fliehen. 945 kehrte er mit einem kleinen Heer zurück und wurde von den Städten und Baronen des Landes als Befreier begrüßt.
Nach der Abdankung Hugos im Jahr 946 erhielt zwar dessen 18-jähriger Sohn Lothar II. den Königstitel, aber Berengar II. herrschte an seiner Stelle, bis Lothar 950 plötzlich starb, und die lombardischen Herrscher Berengar II. und dessen Sohn Adalbert II. zu Königen wählten; beide wurden in der Kirche San Michele Maggiore in Pavia gekrönt. Als Lothars junge Witwe Adelheid, die Tochter des Königs Rudolf II. (Welf) von Burgund, sich weigerte, Adalbert zu heiraten, sperrte Berengar sie 951 im Turm del Baradello hoch über Como ein. Sie entkam und rief Otto I. um Hilfe an. Dieser zog nach Italien, besiegte Berengar, heiratete Adelheid selbst und ließ sich ohne Krönung zum König der Langobarden erklären. Berengar hatte sich in die appeninische Gebirgsfestung San Marino zurückgezogen. Der wieder über die Alpen abziehende Otto ließ seinen Schwiegersohn Konrad den Roten in Italien zurück. Der brachte Berengar durch Verhandlungen dazu, 952 als Vasall Ottos zum Augsburger Reichstag zu kommen. Darauf erhielten er und sein Sohn das Königreich Italien als königliches Lehen unter Abgabe der Markgrafschaft Verona und des Herzogtums Friaul an das Herzogtum Bayern.
Während des Aufstands von Ottos Sohn Liudolf 953/54 war die ottonische Herrschaft geschwächt, was Berengar II. dazu nutzte, die abgetrennten Gebiete zurückzuerobern. Dabei ging er auch gegen den Papst und mehrere norditalienische Adlige vor. Als Berengar den Markgrafen Azzo in Canossa belagerte, schickte Otto ein Heer unter seinem zwischenzeitlich wieder in Huld aufgenommenen Sohn Liudolf. Dieser drängte den König 957 zurück in seine Festung San Giulio, von wo er durch seine eigenen Leute bald darauf ausgeliefert wurde. Doch Liudolf entließ ihn wieder und nach dessen Tod am 6. September 957 übernahm Berengar wieder die Herrschaft in Italien. Als Papst Johannes XII. und die italienischen Adligen Otto erneut zu Hilfe riefen, begab der König sich 961 selbst auf einen Italienzug. Als er anrückte, weigerten sich Berengars Truppen zu kämpfen. Im August 961 eroberte Otto nach kurzem Kampf Pavia und erklärte Berengar für abgesetzt. Dieser floh und verschanzte sich auf seiner Festung San Leo im Gebiet von Montefeltro, bis er sich 964 schließlich ergab. 
Otto I. schickte den Gefangenen nach Bamberg, wo er 966 starb. Seine Gemahlin Willa ging in ein Kloster. Sein Sohn Adalbert II. zog sich nach Burgund zurück, sein Sohn Guy starb 970 im Kampf gegen die Schwaben, sein Sohn Conrad war Markgraf von Ivrea von 970 bis zu seinem Tod 1001 sowie von 996 bis 998 Herzog von Spoleto. Seine Tochter Rozala heiratete etwa 968 Arnulf II. den Jüngeren, Graf von Flandern.